# Fugleberget (Spitzbergen)
Der Fugleberget („Vogelberg“) ist ein 569 m hoher Berg auf der politisch zu Norwegen gehörenden Insel Spitzbergen.
Er liegt nahe der Bucht Isbjørnhamna des Hornsunds in Wedel-Jarlsberg-Land. Der Berg grenzt an die Gletscher Fuglebreen im Nordwesten und Hansbreen im Osten. Benachbarte Berge sind der Nunatak Vesletuva (543 m) im Norden und der Gipfel des Ariekammen (513 m) im Westen. Südlich erstreckt sich bis zum Isbjørnhamna das Fuglebekken. Westlich davon liegt die Küstenebene Fuglebergsletta, wo sich seit 1957 eine polnische Polarstation befindet.